# 圣让皮耶德波尔
圣让皮耶德波尔（法語：Saint-Jean-Pied-de-Port，法語發音：[sɛ̃ ʒɑ̃ pje də pɔʁ]），法国西南部市镇，属于新阿基坦大区大西洋比利牛斯省巴约讷区，其市镇面积为2.7平方公里，2022年1月1日时人口数量为1,487人，在法国城市中排名第6,624位。
圣让皮耶德波尔位于大西洋比利牛斯省西南部，比利牛斯山北麓西段，中世纪末为下纳瓦拉地区的首府，现代则是一个区域性的中心城市和公路枢纽。圣让皮耶德波尔是聖雅各之路在法国境内的最后一站，三条圣雅各之路在此交汇，由此穿越比利牛斯山进入西班牙境内。

## 地名来源
“圣让”一名来源于天主教圣人伊邦（Iban）；“波尔”法语本意为“港口”，此处特指比利牛斯山的隘口，指龙塞斯瓦列斯山；“皮耶德”意为“在XX脚下”。
圣让皮耶德波尔的巴斯克语名称为。

## 历史

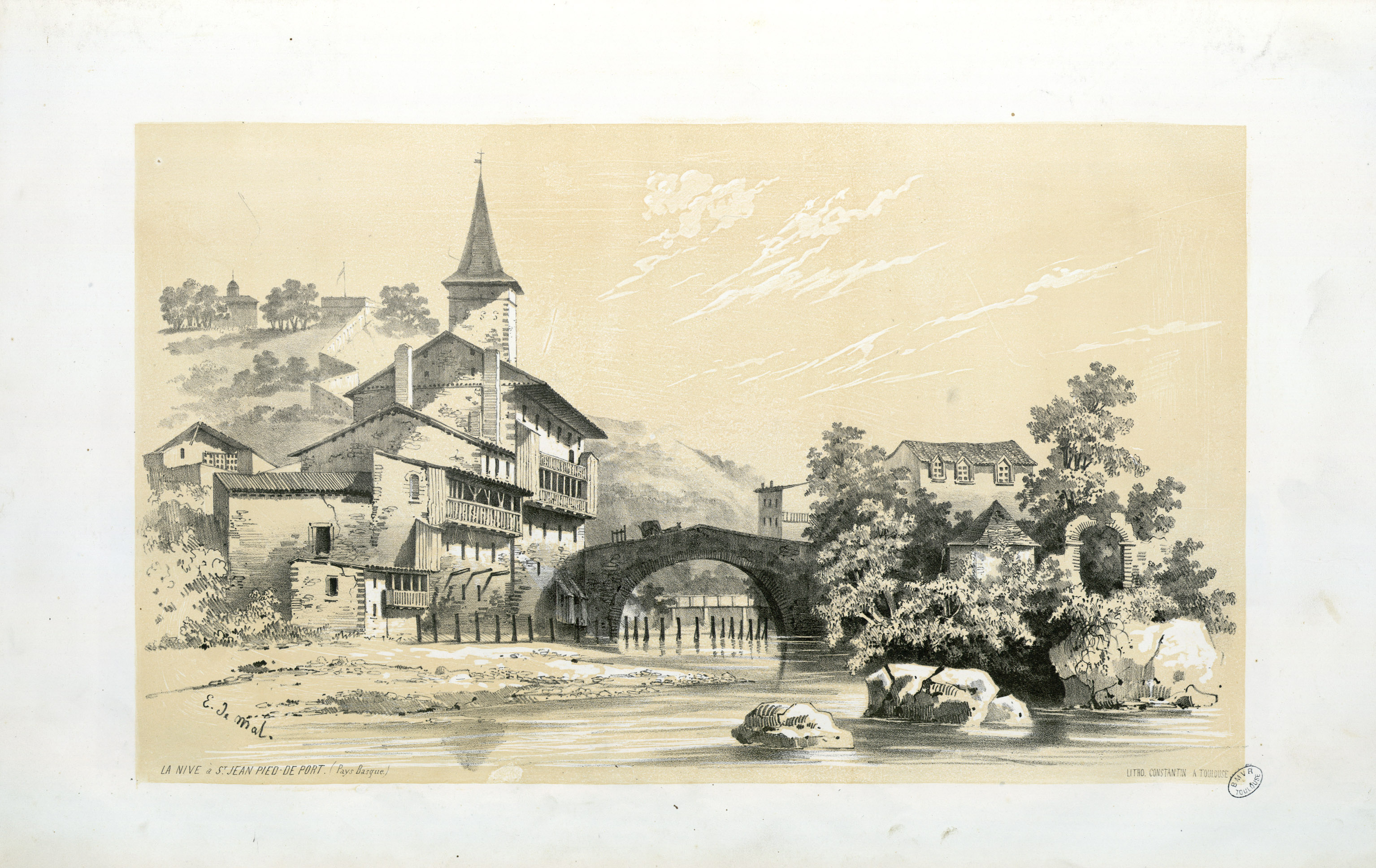
1843年的圣让皮耶德波尔

高卢-罗马时期，圣让皮耶德波尔所处区域为塔贝尔人的活动范围，此后当地长期为一处普通村落。中世纪中期，圣让皮耶德波尔成为納瓦拉王國的一部分，三条圣雅各之路在此附件交汇，并在经过圣让皮耶德波尔后直接穿越比利牛斯山进入西班牙境内。1177年，理查一世的军队在被包围后，将附近的旧圣让的原始城镇夷为平地。此后纳瓦拉国王卡洛斯二世在罗里巴尔河与尼夫河交汇处附近新建了一处城池，成为现代圣让皮耶德波尔的前身。中世纪末，圣让皮耶德波尔成为下纳瓦拉地区的首府，1589年，亨利四世继承了法兰西王位，下纳瓦拉成为法兰西王室领土。1680年，当地建立了类似沃邦的防御工事。法国大革命期间，圣让皮耶德波尔被更名为“自由尼夫”（Nive-Franche），此后圣让皮耶德波尔成为大西洋比利牛斯省的一个市镇。连接巴约讷和圣让皮耶德波尔之间的铁路线于1889年建成通车。

## 地理

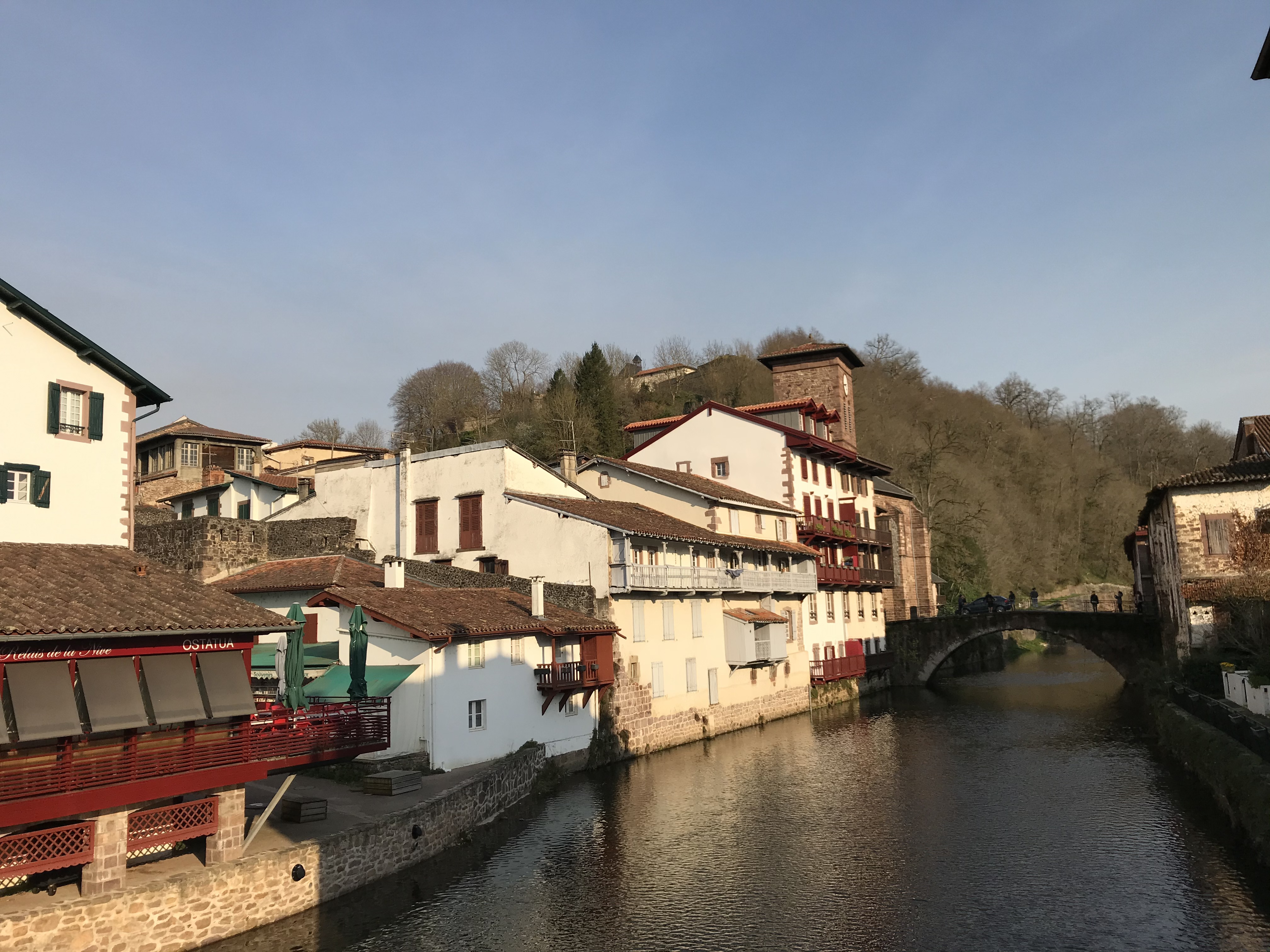
尼夫河畔的圣让皮耶德波尔

圣让皮耶德波尔位于法国西南部，新阿基坦大区西南部和大西洋比利牛斯省西南部，距离省会波城大约100公里。与圣让皮耶德波尔接壤的市镇包括：萨罗、伊斯普尔、旧圣让、圣米歇尔、于阿尔特锡兹。

### 地形
圣让皮耶德波尔位于比利牛斯山北麓西段，境内以丘陵为主，地势南高北低，全境海拔在156到320米之间。其附近区域被称为“锡兹地区”，巴斯克语名称为“加拉西”（Garazi）。

### 水文
尼夫河和其支流洛里巴尔河流经境内，属于阿杜尔河水系。

### 植被
圣让皮耶德波尔属于亚热带常绿林区，市区东部的城堡附近有大片林地分布。

### 气候
圣让皮耶德波尔在柯本气候分类法中属于带有地中海特征的温带海洋性气候，因地形因素，当地常出现焚风现象，气温高于同纬度西部沿海平原地区。
距离圣让皮耶德波尔最近的气象站位于伊鲁莱吉境内，以下为该气象站的数据（其中日照数据取自比亚里茨）：
| 圣让皮耶德波尔1981年－2019年 | 圣让皮耶德波尔1981年－2019年 | 圣让皮耶德波尔1981年－2019年 | 圣让皮耶德波尔1981年－2019年 | 圣让皮耶德波尔1981年－2019年 | 圣让皮耶德波尔1981年－2019年 | 圣让皮耶德波尔1981年－2019年 | 圣让皮耶德波尔1981年－2019年 | 圣让皮耶德波尔1981年－2019年 | 圣让皮耶德波尔1981年－2019年 | 圣让皮耶德波尔1981年－2019年 | 圣让皮耶德波尔1981年－2019年 | 圣让皮耶德波尔1981年－2019年 | 圣让皮耶德波尔1981年－2019年 |
| 月份                         | 1月                          | 2月                          | 3月                          | 4月                          | 5月                          | 6月                          | 7月                          | 8月                          | 9月                          | 10月                         | 11月                         | 12月                         | 全年                         |
| ---------------------------- | ---------------------------- | ---------------------------- | ---------------------------- | ---------------------------- | ---------------------------- | ---------------------------- | ---------------------------- | ---------------------------- | ---------------------------- | ---------------------------- | ---------------------------- | ---------------------------- | ---------------------------- |
| 历史最高温 °C（°F）          | 24.8 (76.6)                  | 27 (81)                      | 30 (86)                      | 32.6 (90.7)                  | 35 (95)                      | 40 (104)                     | 41 (106)                     | 42 (108)                     | 39.2 (102.6)                 | 34 (93)                      | 27 (81)                      | 26 (79)                      | 42 (108)                     |
| 平均高温 °C（°F）            | 11.9 (53.4)                  | 12.9 (55.2)                  | 15.6 (60.1)                  | 17.1 (62.8)                  | 20.8 (69.4)                  | 23.7 (74.7)                  | 25.9 (78.6)                  | 26.2 (79.2)                  | 24.4 (75.9)                  | 20.5 (68.9)                  | 15.2 (59.4)                  | 12.5 (54.5)                  | 18.9 (66.0)                  |
| 日均气温 °C（°F）            | 7.5 (45.5)                   | 8 (46)                       | 10.3 (50.5)                  | 11.7 (53.1)                  | 15.2 (59.4)                  | 18.2 (64.8)                  | 20.3 (68.5)                  | 20.5 (68.9)                  | 18.3 (64.9)                  | 15.3 (59.5)                  | 10.6 (51.1)                  | 8.3 (46.9)                   | 13.7 (56.7)                  |
| 平均低温 °C（°F）            | 3 (37)                       | 3.2 (37.8)                   | 5 (41)                       | 6.4 (43.5)                   | 9.7 (49.5)                   | 12.7 (54.9)                  | 14.7 (58.5)                  | 14.8 (58.6)                  | 12.3 (54.1)                  | 10.1 (50.2)                  | 6 (43)                       | 4 (39)                       | 8.5 (47.3)                   |
| 历史最低温 °C（°F）          | −15.4 (4.3)                  | −10.5 (13.1)                 | −9.5 (14.9)                  | −3.2 (26.2)                  | −0.2 (31.6)                  | 2.8 (37.0)                   | 5.8 (42.4)                   | 4 (39)                       | 2 (36)                       | −2.5 (27.5)                  | −8.5 (16.7)                  | −9.8 (14.4)                  | −15.4 (4.3)                  |
| 平均降水量 mm（）            | 146 (5.7)                    | 129.8 (5.11)                 | 124.7 (4.91)                 | 139.3 (5.48)                 | 106.9 (4.21)                 | 77 (3.0)                     | 65.6 (2.58)                  | 76.1 (3.00)                  | 92.5 (3.64)                  | 122.1 (4.81)                 | 164.8 (6.49)                 | 153.4 (6.04)                 | 1,398.2 (55.05)              |
| 月均日照時數                 | 100.2                        | 114.1                        | 164.4                        | 169.4                        | 193.7                        | 203.3                        | 209                          | 206.8                        | 192.8                        | 141.7                        | 103.8                        | 88.3                         | 1,887.5                      |
| 来源：infoclimat.fr          |                              |                              |                              |                              |                              |                              |                              |                              |                              |                              |                              |                              |                              |

## 行政区划
圣让皮耶德波尔是法国新阿基坦大区大西洋比利牛斯省的一个市镇，编号为64485。圣让皮耶德波尔隶属于巴约讷区、巴斯克山地县和巴斯克地区城市圈公共社区。
法国国家统计与经济研究所（简称）在进行数据统计时，未将圣让皮耶德波尔划入任何城市核心区及城市区内。将圣让皮耶德波尔市镇整体划为一个“块区”（IRIS）。

## 交通

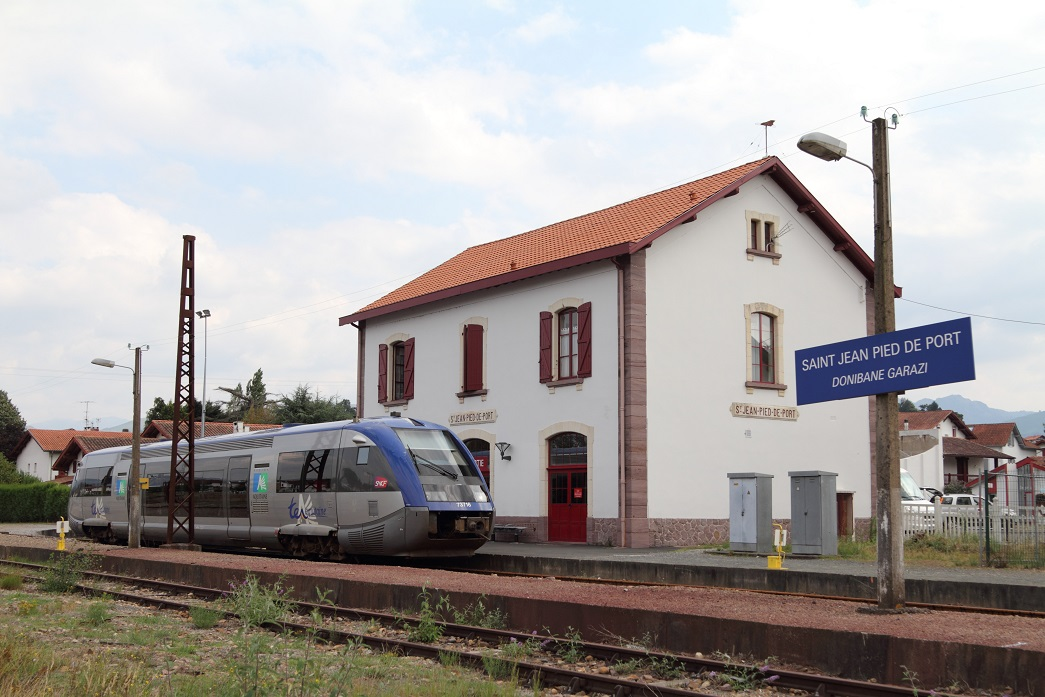
圣让皮耶德波尔火车站

### 公路
五条大西洋比利牛斯省省道（D301、D401、D428、D918、D933）在圣让皮耶德波尔境内交汇。新阿基坦大区下属的城际客运提供巴士线路，可前往圣帕莱、塔尔代茨-索罗吕斯和康博莱班。
2017年，58.7%的圣让皮耶德波尔家庭拥有至少一辆的私人汽车。2018年，圣让皮耶德波尔境内共发生各类交通事故1起，造成1人遇难。

### 铁路
圣让皮耶德波尔是巴约讷－圣让皮耶德波尔铁路的终点。圣让皮耶德波尔站位于市区北部，每天开行多班直达巴约讷的区域列车。

### 航空
距离圣让皮耶德波尔最近的民用航空站为巴约讷-比亚里茨-巴斯克地区机场，距离圣让皮耶德波尔市中心的公路里程约52公里。

### 城市公共交通
圣让皮耶德波尔暂无城市公共交通系统。

## 政治
圣让皮耶德波尔的现任市长为洛朗·安绍佩先生（Laurent Inchauspé），他是一名无党派人士，在2020年的市政选举中获得了55.19%的支持率。
在2017年的法国总统大选中，法国第25任总统埃马纽埃尔·马克龙在圣让皮耶德波尔获得了80.05%的支持率。
| 圣让皮耶德波尔历届市长 |                   |                   |
| 任期                   | 市长              | 党派              |
| 1995年－2001年         | 夏尔·卡布罗尔     | 無黨籍            |
| 2001年－2020年         | 阿尔冯斯·伊迪亚尔 | DVD右翼无党派人士 |
| 2020年－               | 洛朗·安绍佩       | 無黨籍            |

## 人口
2017年，圣让皮耶德波尔市镇人口数量为1,587，在法国排名第6,624位。其中男性755人，女性832人，75岁及以上人口占16.6%，外籍人口数量为476人，人口密度为581人/平方公里，当地居民被称为（男性）或（女性）。2018年，圣让皮耶德波尔境内出生12人，死亡人口36人。
| 年份   | 1936  | 1946  | 1954  | 1962  | 1968  | 1975  | 1982  | 1990  | 1999  | 2005  | 2010  | 2015  | 2017  |
| ------ | ----- | ----- | ----- | ----- | ----- | ----- | ----- | ----- | ----- | ----- | ----- | ----- | ----- |
| 人口數 | 1,541 | 1,541 | 1,537 | 1,612 | 1,686 | 1,729 | 1,563 | 1,432 | 1,417 | 1,511 | 1,471 | 1,580 | 1,587 |

## 经济
圣让皮耶德波尔是一个区域性的中心城市，当地共有各类用人单位490家，全部为中小型企业（PME），平均历史为21年，旅游相关及社会服务是当地的主要就业岗位类型。

## 财政收入
2018年，圣让皮耶德波尔的财政收入总额为2,392,110欧元，财政支出总额为1,750,360欧元，当年的债务总额为2,086,500欧元。
2018年，圣让皮耶德波尔的家庭月均收入总额为1,927欧元，低于法国平均水平（2,238欧元）。
2017年，圣让皮耶德波尔境内的青壮年（15至64岁）失业率为12.3%，当地36.5%的家庭拥有纳税资格。

## 社会事务

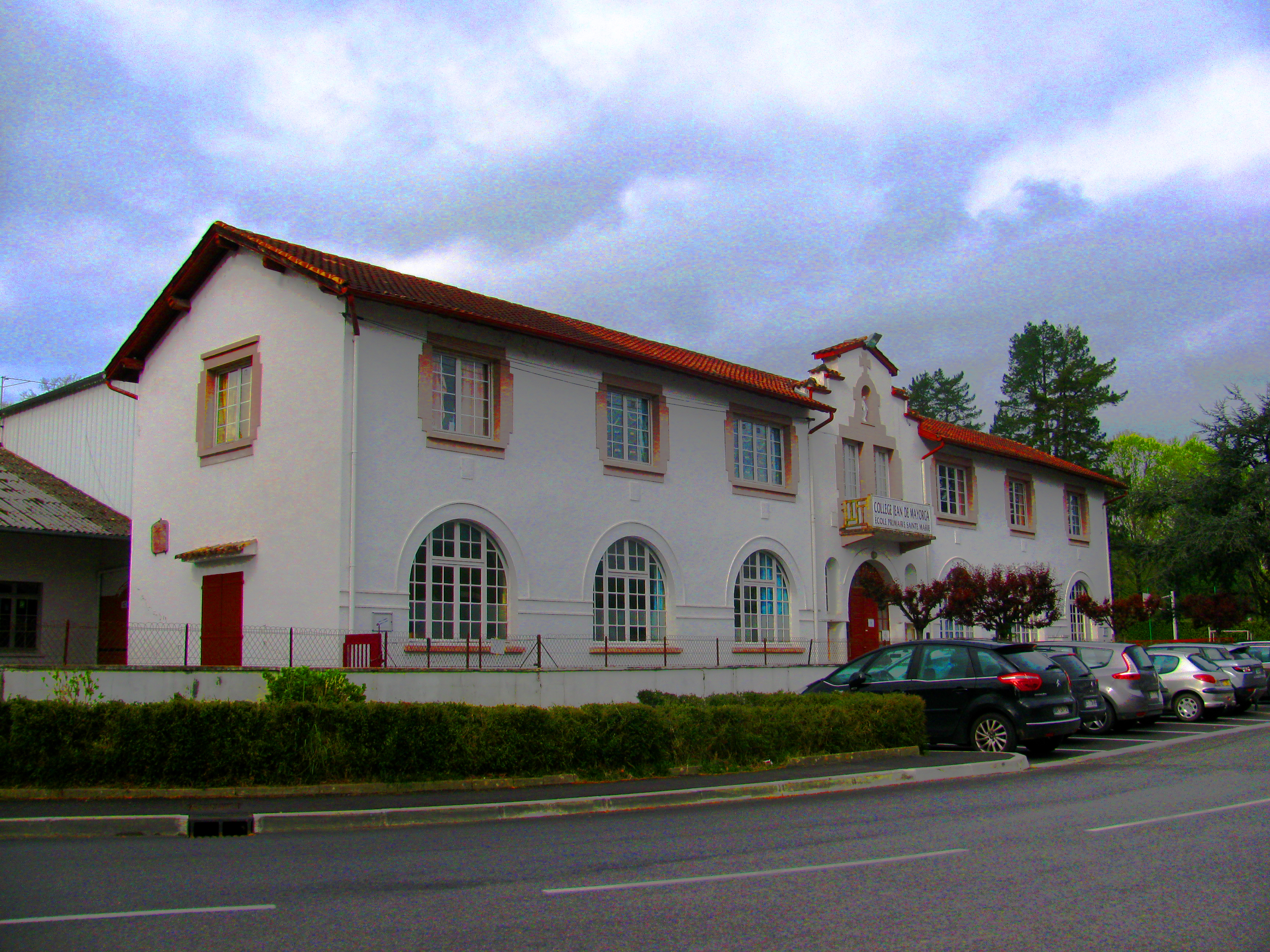
圣让皮耶德波尔天主教初级中学

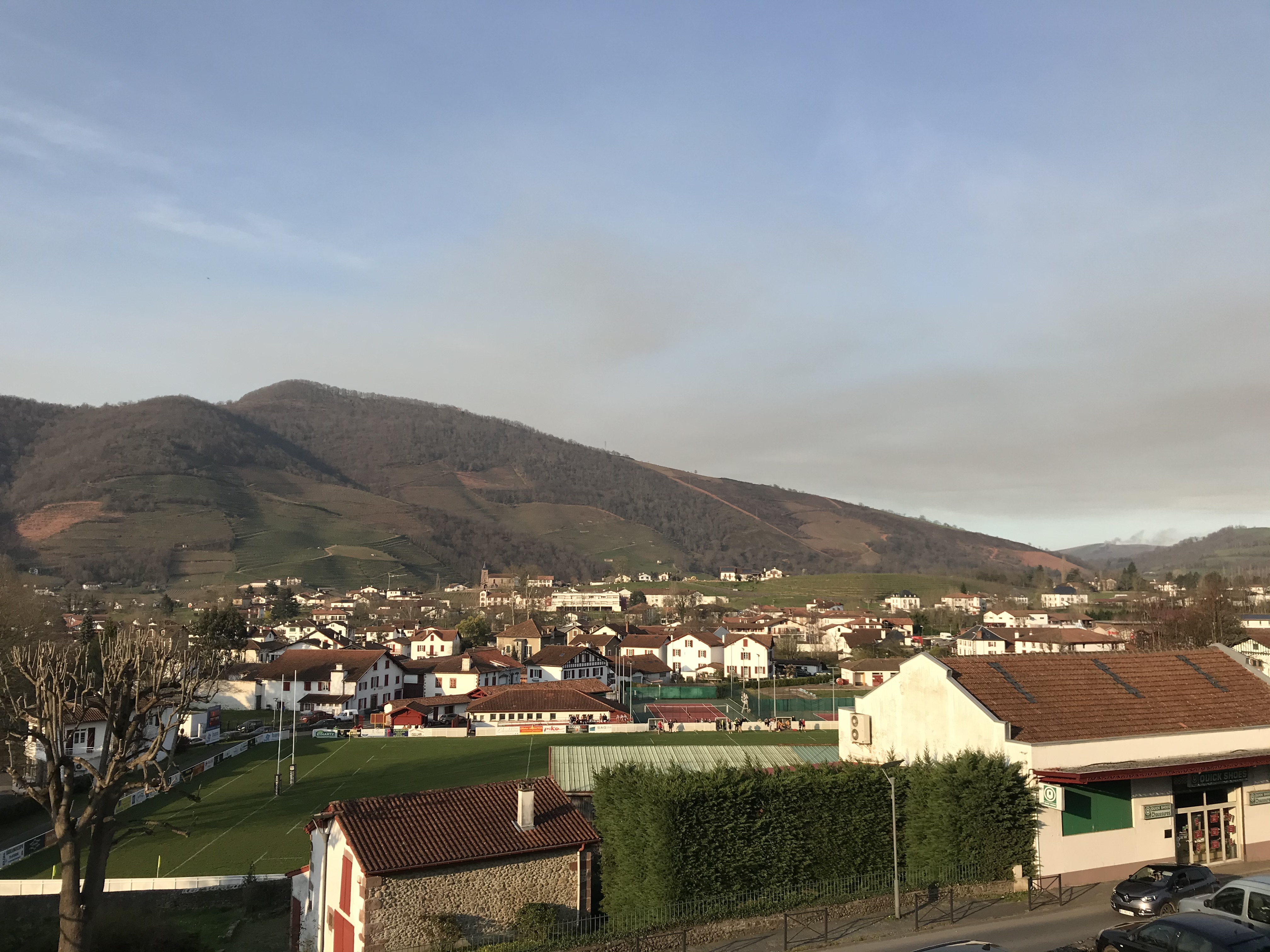
圣让皮耶德波尔球场和北部的居民区

### 教育
圣让皮耶德波尔属于波尔多学区。截止2019年1月1日，圣让皮耶德波尔境内共有1所幼儿园、2所小学、2所初级中学、1所普通高中和1所农业高中。2018至2019学年度，圣让皮耶德波尔境内共有在校中等教育阶段学生839名。

### 医疗
截止2019年1月1日，圣让皮耶德波尔境内共有全科医生6名、保健师4名、牙医5名、护士13名和助产士1名。境内共有药房3家和养老院2家。
圣让皮耶德波尔为巴斯克海湾中心医院的服务范围，后者是法国的一个区域性医疗机构，其主病区位于巴约讷，该院在圣让皮耶德波尔设有一个康复中心。

### 住房
2017年，圣让皮耶德波尔境内共有各类住房1,079套，其中41.8%为独立式居民区，57.6%为集中式居民区。常住房屋占圣让皮耶德波尔市镇范围内居民建筑总量的78.1%。

### 商业
2018年，圣让皮耶德波尔境内共有各类实体商铺108家，其中餐厅26家、大型超市1家、杂货店4家、面包房5家、肉铺3家、书店3家、装饰品店1家、银行门店6家、美容美发店8家、汽车维修店1家。市区东北部有家乐福超市区。

### 体育
2019年，圣让皮耶德波尔境内共有1家游泳池、3处网球场、3处足球或橄榄球场以及1处篮球或排球场。
纳瓦拉体育联盟是当地的一支橄榄球队，成立于2003年，2020至2021赛季参加法国橄榄球乙级联盟赛（法戊）。
加拉济足球俱乐部（FC Garazi）是当地的一支足球队，成立于1977年，2020至2021赛季参加大西洋比利牛斯省足球联赛。

### 环境
圣让皮耶德波尔的环境事务由其所属的公共社区负责。2018年，圣让皮耶德波尔境内共有1家污染企业。

### 治安
2018年，圣让皮耶德波尔市镇范围内有1处宪兵队。
2014年，圣让皮耶德波尔及附近地区共发生各类案件614起，其中盗窃类案件327起，经济类案件136起，毒品交易类案件19起。

## 文化
2019年，圣让皮耶德波尔境内有1家电影院。圣让皮耶德波尔市政府提供多媒体中心，向公众全年开放。

### 建筑
圣让皮耶德波尔境内有多处法国国家文物保护单位，其中圣母教堂是当地的代表性建筑物。

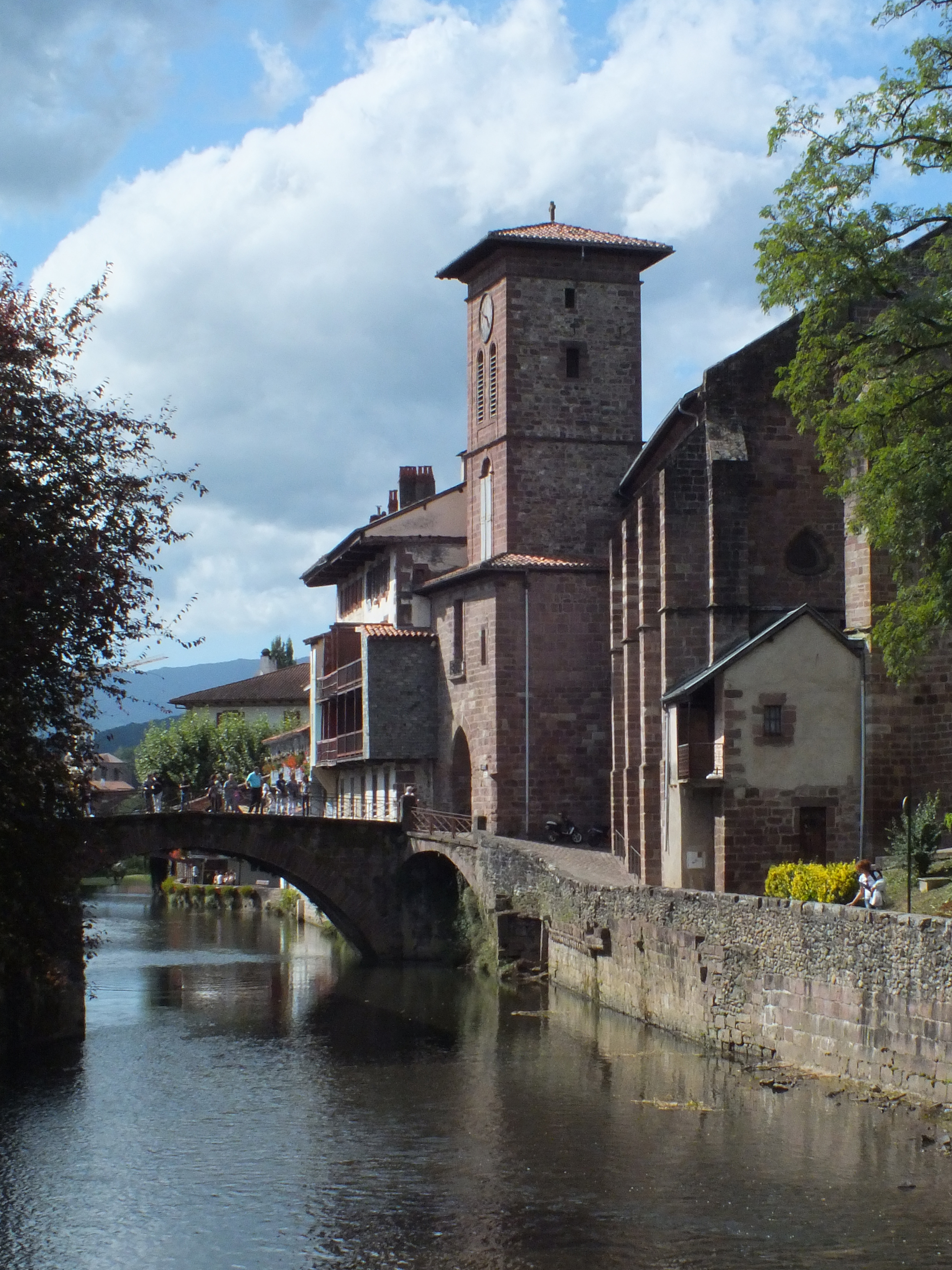
圣母教堂的塔楼
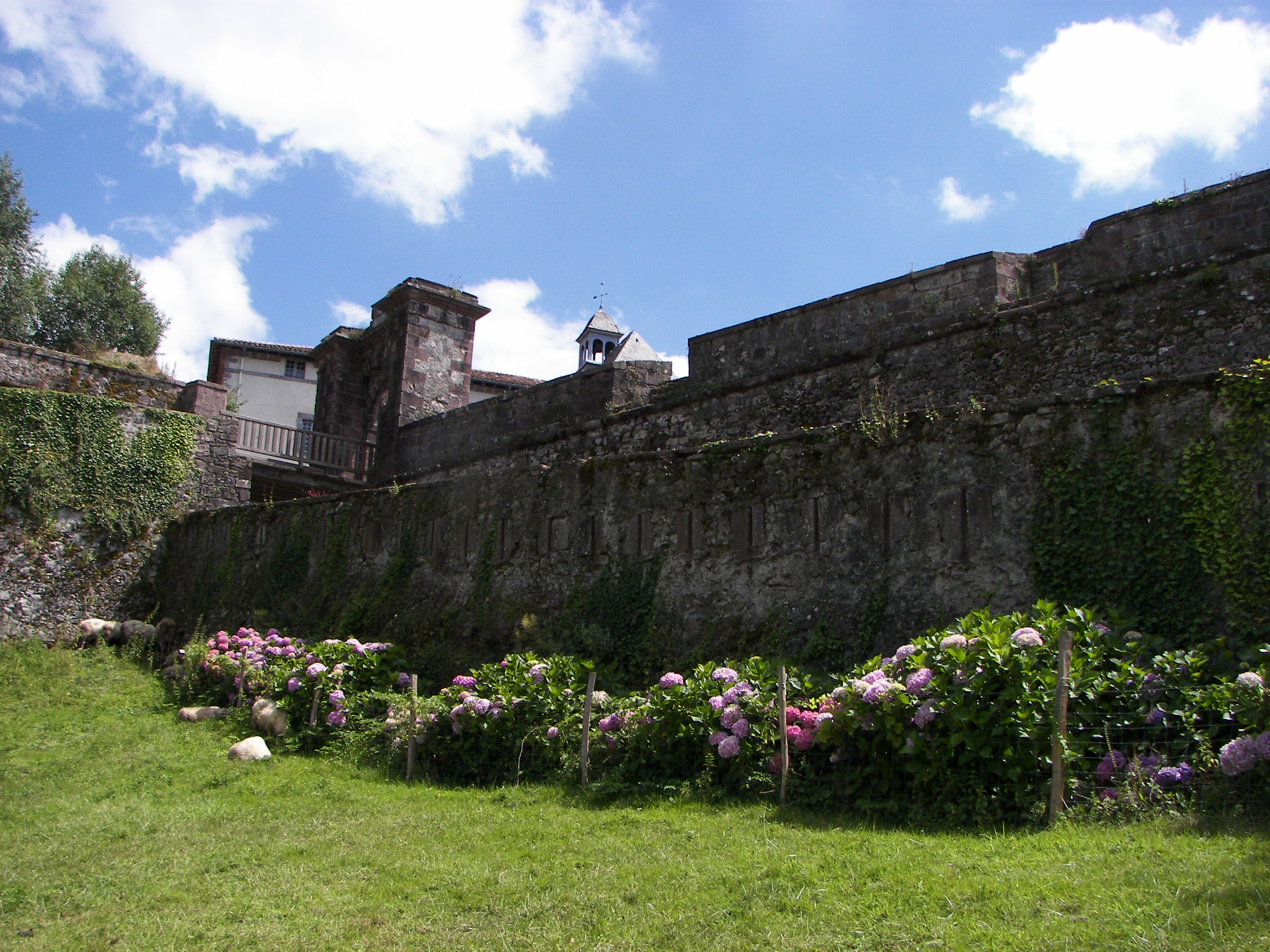
城墙遗址
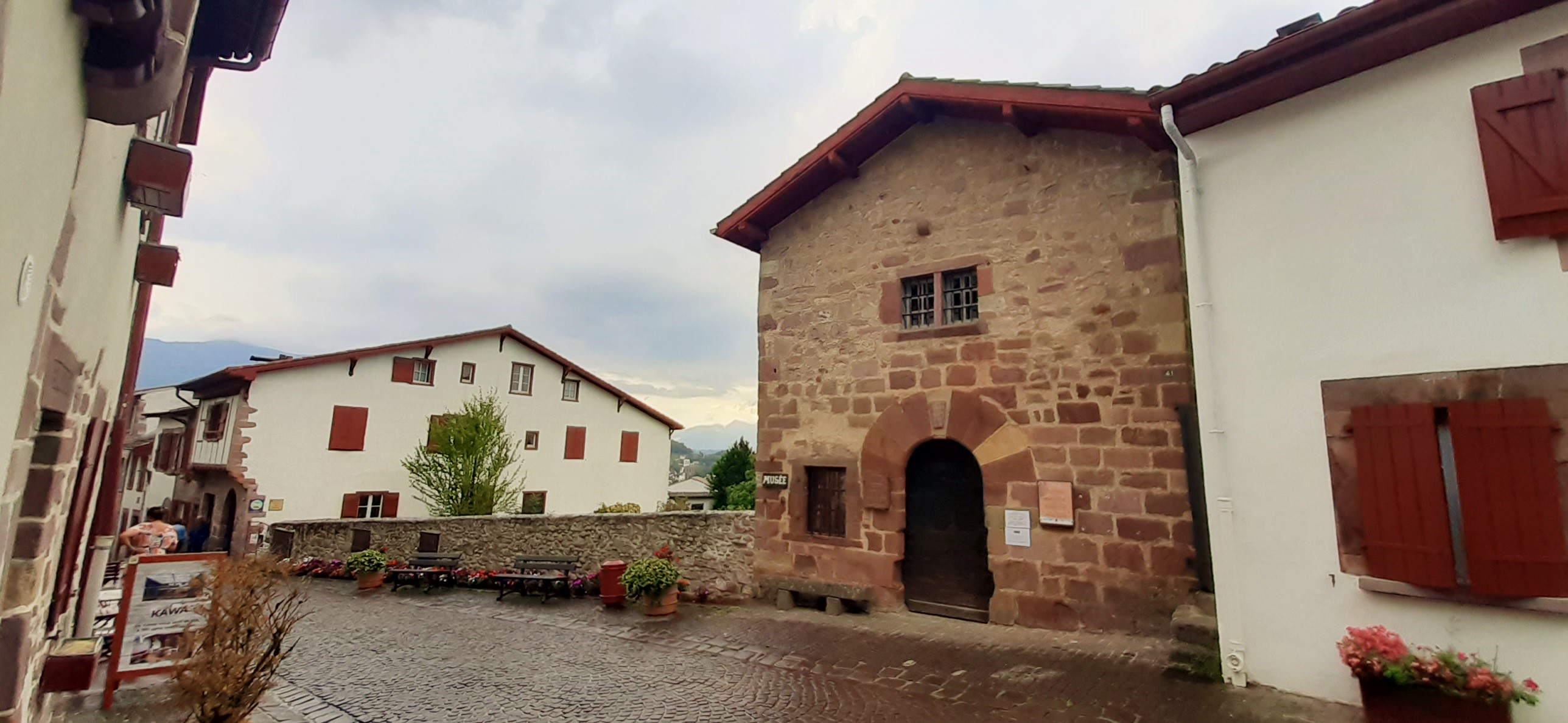
主教监狱遗址
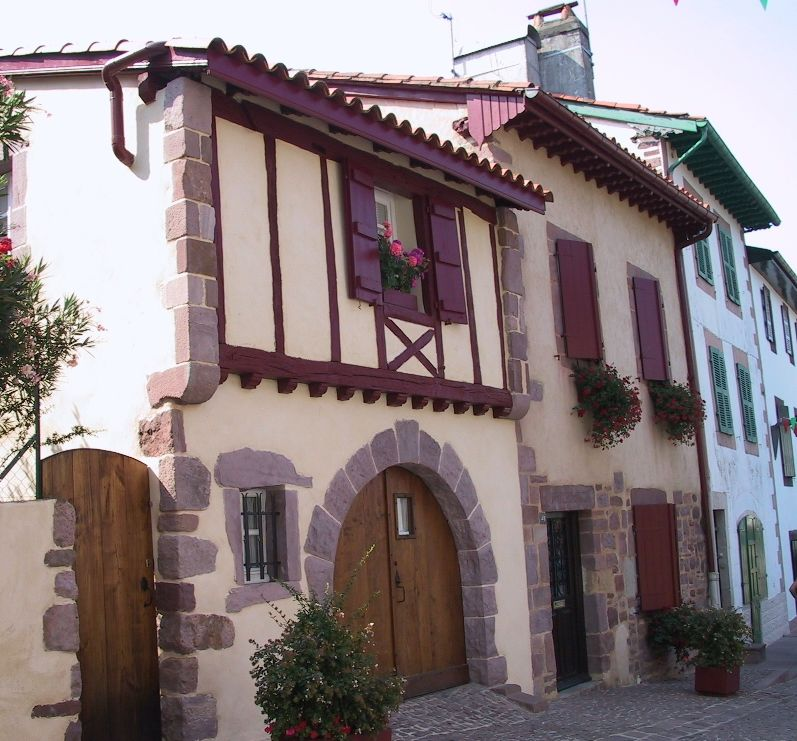
老城民居
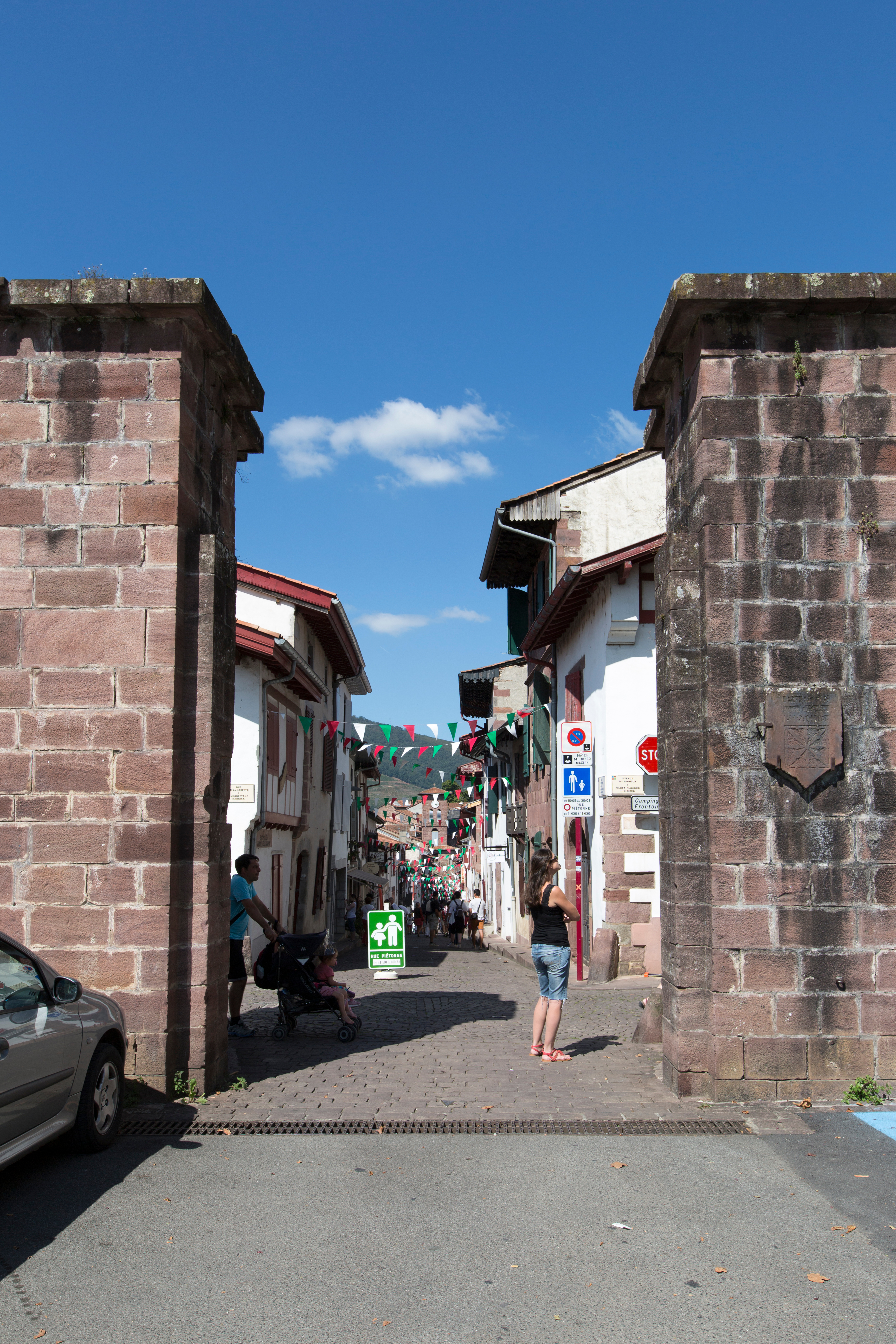
加拉济门

### 旅游
圣让皮耶德波尔的旅游事务由其所属的公共社区负责。2020年，圣让皮耶德波尔境内共有5家宾馆共计65间房间；另有1个露营地，可容纳共53辆露营车。

### 媒体
法国主要的媒体均可在圣让皮耶德波尔接收，法国电视三台下属的新阿基坦大区频道在部分时段播出圣让皮耶德波尔所属区域的地方新闻。

## 相关人物
法国政治家夏尔·弗洛凯出生于圣让皮耶德波尔。

## 友好城市
截至2020年11月，圣让皮耶德波尔共与两座城市互为友好城市关系：
- 西班牙 埃斯特利亚
- 美国 南旧金山